# Snapbacks liga 2023
Snapbacks liga 2023 byla 30. ročníkem nejvyšší ligy amerického fotbalu v Česku. Základní část začala 1. dubna 2023 a skončila 18. června 2023. Semifinálové zápasy se odehrály o víkendu 1.-2. července a celá soutěž byla zakončena finálovým zápasem s názvem Tipsport Czech Bowl XXX, který se odehrál 16. července 2023 na stadionu FC Vysočina v Jihlavě.

## Týmy
Soutěže se zúčastnilo 8 týmů, které jsou rozděleny do 2 skupin (Západ a Východ). Každý tým odehraje 10 zápasů (po 2 zápasech s každým týmem ze své skupiny a 1 zápas proti každému týmu z druhé skupiny). Dva nejlépe umístěné týmy po základní části postoupily do semifinále.
| Skupina Západ         | Skupina Východ                   |
| --------------------- | -------------------------------- |
| Vysočina Gladiators   | ISMM Ostrava Steelers            |
| Brno Alligators       | Přerov Mammoths                  |
| Ústí nad Labem Blades | ST. NICOLAUS Bratislava Monarchs |
| Znojmo Knights        | Nitra Knights                    |

Tým Prague Lions, který vyhrál ročník 2022, hraje od této sezóny profesionální evropskou ligu European League of Football (ELF) a nejvyšší české ligy se nezúčastnil. Naopak tým Znojmo Knights se do české soutěže vrátil po několika letech, kdy hrál rakouskou soutěž Austrian Football League (AFL).

## Základní část

### Tabulka[2]

#### Skupina Západ
| Tým                   | Z  | V | P | Skóre   | Poměr |
| --------------------- | -- | - | - | ------- | ----- |
| Vysočina Gladiators   | 10 | 8 | 2 | 349:116 | .800  |
| Znojmo Knights        | 10 | 3 | 7 | 129:236 | .300  |
| Ústí nad Labem Blades | 10 | 2 | 8 | 62:198  | .200  |
| Brno Alligators       | 10 | 1 | 9 | 108:288 | .100  |

#### Skupina Východ
| Tým                              | Z  | V  | P | Skóre   | Poměr |
| -------------------------------- | -- | -- | - | ------- | ----- |
| ISMM Ostrava Steelers            | 10 | 10 | 0 | 284:78  | 1.000 |
| Nitra Knights                    | 10 | 7  | 3 | 313:208 | .700  |
| ST. NICOLAUS Bratislava Monarchs | 10 | 5  | 5 | 149:192 | .500  |
| Přerov Mammoths                  | 10 | 4  | 6 | 149:227 | .400  |

### Výsledky
| ↓Domácí / Hosté→ | GLA   | STE   | MMT   | MON  | ALL   | NIT   | BLD  | KNI   |
| ---------------- | ----- | ----- | ----- | ---- | ----- | ----- | ---- | ----- |
| Gladiators       | –     |       | 28–7  |      | 55–6  | 41–42 | 51–0 | 49–6  |
| Steelers         | 34–26 | –     | 21–7  | 35–0 | 47–0  | 14–0  |      |       |
| Mammoths         |       | 6–47  | –     | 7–16 |       | 39–34 | 16-7 | 18-7  |
| Monarchs         | 7–27  | 0–36  | 23-8  | –    | 36-14 | 28–39 |      |       |
| Alligators       | 0–49  |       | 10–27 |      | –     | 28-42 | 8-20 | 26–24 |
| Nitra Knights    |       | 25-28 | 40–14 | 21–9 |       | –     | 42–0 | 35–7  |
| Blades           | 0-42  | 0-13  |       | 6-7  | 14–6  |       | –    | 7-29  |
| Znojmo Knights   | 14-40 | 14-28 |       | 0-23 | 14–10 |       | 14–8 | –     |

Barvy: modrá = výhra domácích, červená = výhra hostů
Zdroj: 

## Play-off
První tým z každé skupiny odehrál semifinále proti druhému týmu z druhé skupiny. Vítězové semifinále postoupili do finále.

### Pavouk
|  | Semifinále 1. - 2. července 2023 | Semifinále 1. - 2. července 2023 | Semifinále 1. - 2. července 2023 |  |  | Finále 16. července 2023 | Finále 16. července 2023 | Finále 16. července 2023 |
|  |                                  |                                  |                                  |  |  |                          |                          |                          |
|  | Z1                               | Vysočina Gladiators              | 38                               |  |  |                          |                          |                          |
|  | V2                               | Nitra Knights                    | 28                               |  |  |                          |                          |                          |
|  |                                  |                                  |                                  |  |  |                          | Vysočina Gladiators      | 42                       |
|  |                                  |                                  |                                  |  |  |                          | ISMM Ostrava Steelers    | 28                       |
|  | V1                               | ISMM Ostrava Steelers            | 35                               |  |  |                          |                          |                          |
|  | Z2                               | Znojmo Knights                   | 0                                |  |  |                          |                          |                          |

### Semifinále
| 1. července 2023 15:00 |                                |                |                                                      |
| ISMM Ostrava Steelers  | 35 – 0                         | Znojmo Knights | Bazaly, Ostrava diváci: 541 rozhodčí: Michal Rosíval |
|                        | (7:0, 14:0, 7:0, 7:0) (Report) |                | Bazaly, Ostrava diváci: 541 rozhodčí: Michal Rosíval |

| 2. července 2023 16:00 |                                 |               |                                                            |
| Vysočina Gladiators    | 38 – 28                         | Nitra Knights | Na Stoupách, Jihlava diváci: 777 rozhodčí: Filip Pachulski |
|                        | (14:7, 10:7, 7:7, 7:7) (Report) |               | Na Stoupách, Jihlava diváci: 777 rozhodčí: Filip Pachulski |

### Finále – Tipsport Czech Bowl XXX
| 16. července 2023 18:00 |                                  | | |
| Vysočina Gladiators | 42–28                            | ISMM Ostrava Steelers | FC Vysočina, Jihlava diváci: 1525 rozhodčí: Filip Pachulski (R), Václav Kriesman (U), Tomáš Frehar (HL), Jaroslav Rybář (LJ), Petr Márai (BJ), Adam Bartoš (SJ), Jakub Kilian (FJ) |
| TD - 7:0 - Petr Čermák, 39y pass od Jan Dundáček (Petr Kodým kick); 3:36 TD - 14:7 - Petr Čermák, 37y pass od Jan Dundáček (Petr Kodým kick); 4:14 TD - 21:14 - Jan Dundáček, 1y run (Petr Kodým kick); 4:52 TD - 28:21 - Matěj Majerčák, 22y pass od Jan Dundáček (Petr Kodým kick); 0:28 TD - 34:28 - Jan Dundáček, 58y run (kick neúspěšný); 5:38 TD - 42:28 - Jan Dundáček, 15y run (Jan Dundáček 2pt run); 0:48 | (7:0, 7:7, 14:14, 14:7) (Report) | TD - 7:7 - Petr Škvára, 1y pass od Bradley Jones (Jiří Šimečka kick); 7:57 TD - 14:14 - Jiří Šimečka, 23y pass od Bradley Jones (Jiří Šimečka kick); 9:05 TD - 21:21 - Jiří Šimečka, 6y pass od Bradley Jones (Jiří Šimečka kick); 1:22 TD - 28:28 - Dominik Dvorský, 1y run (Jiří Šimečka kick); 7:07 | FC Vysočina, Jihlava diváci: 1525 rozhodčí: Filip Pachulski (R), Václav Kriesman (U), Tomáš Frehar (HL), Jaroslav Rybář (LJ), Petr Márai (BJ), Adam Bartoš (SJ), Jakub Kilian (FJ) |